# Казаки: Последний довод королей
Казаки: Последний Довод Королей — самостоятельная игра и дополнение к игре «Казаки: Европейские войны», выпущенное разработчиками оригинальной игры (GSC Game World) в 2001 году. Игра посвящена событиям, происходившим на территории Европы в XVII—XVIII веках. Это время обозначилось в истории как эпоха великих и непрерывных войн и сражений — именно им и уделено первостепенное внимание в игре. Тридцатилетняя и семилетняя войны, войны за испанское и австрийское наследства, русско-турецкие войны, Освободительная война украинского народа, Английская революция, Северная война, польско-русская война, война Нидерландов за независимость и многое другое на игровых страницах продолжения «Казаков». Благодаря введению целого ряда игровых улучшений, теперь достичь мощного развития государства будет легче, а следовательно, это позволит уделить больше внимания ведению военных действий.

## Страны
По сравнению с Европейскими войнами добавлены 2 новые страны — Бавария и Дания.

### Бавария
Имеет оригинальный юнит — мушкетёр XVIII века. При полной прокачке имеет силу выстрела 106 единиц. Сила мушкетёра нивелируется его долгим производством.

### Дания
Имеет оригинальный юнит — мушкетёр XVIII века. При полной прокачке имеет силу выстрела 117 единиц (максимальную в игре). Нивелируется колоссальной стоимостью постройки (дороже чем офицер, и более чем в 2 раза дороже мушкетера Баварии). Поэтому Дания — наиболее сильная нация в затяжной игре. К тому же датский мушкетёр — единственный мушкетёр с правами гренадера — может закидывать здания гранатами. Тем не менее данный мушкетёр плохо защищён от холодного оружия и легко уничтожается в рукопашном бою.

## Кампании
В этой части сохранилось обучение, также можно сыграть в пять новых кампаний.
- В окружении врагов (Саксония) — защита страны от шведов, участие Саксонии в польско-турецкой войне (1694—1699), Северной войне.
- Защитник Империи (Австрия) — подавление восстания чехов, Тридцатилетняя война и война за Австрийское наследство[2].
- Под знамёнами короля Фридриха (Пруссия) — Семилетняя война.
- Честь шляхтича (Речь Посполитая) — оборона южной границы от турецкой экспансии, подавление восстаний на Украине, война с Россией.
- Великий Бей (Алжир) — подчинение Тунисом местных кочевых племен, война с Испанией.

В кампании можно выбрать уровень сложности, от него зависит количество начальных войск или ресурсов.

## Геймплей

### Отличия от Европейских войн
Особенности игры
— Таймер
— Починка кораблей
— До 8000 юнитов в сражении
- 6 новых кораблей: линкор «Виктория», фрегат «Флора», бомбический кеч, куттер, турецкая яхта, галеас.
- 5 новых кампаний: за Пруссию, Австрию, Саксонию, Тунис и Польшу (30 миссий).
- 6 новых одиночных миссий и 6 новых исторических сражений.
- Конные юниты изначально в два раза быстрее производятся.
- У Пруссии появились оригинальные мушкетёр XVIII века и гусар.
- Появилась возможность создавать построения из конных юнитов.
- Появилась возможность создавать построения из 15 и 324 пеших юнитов
- Возможность починки кораблей.
- Артиллерия стала лимитированной — 1 депо рассчитано только на 5 пушек.
- Появилась возможность ставить бесконечность создания юнитов.
- Добавился редактор карт и миссий.
- Появилась возможность играть через интернет на сервере GameSpy.
- Новые режимы старта игры (время перемирия, с 18-м веком, с готовой армией, с блокгаузами, с/без тумана войны, с/без захвата крестьян и др.)
- В 4 раза увеличился размер карты.
- В 16 раз увеличился максимальный размер карты.

## Оценки
| Сводный рейтинг | Сводный рейтинг |
| Агрегатор       | Оценка          |
| --------------- | --------------- |
| GameRankings    | 78,36 %         |